# Hydrophilus ovatus
Hydrophilus ovatus är en skalbaggsart som beskrevs av Max Gemminger och Edgar von Harold 1868. Hydrophilus ovatus ingår i släktet Hydrophilus och familjen palpbaggar. Inga underarter finns listade i Catalogue of Life.